# Gerda Planting-Gyllenbåga
Gerda Henrietta Margareta Planting-Gyllenbåga, gift Lindblom, född 14 oktober 1878 i Istrums församling, Skaraborgs län, död 7 maj 1950 i Oscars församling, Stockholms stad, var en svensk politiker och rösträttskämpe. 

## Biografi
Gerda Planting-Gyllenbåga var fil. kand. och bosatt i Huskvarna från 1907. Hon var verksam inom Landsföreningen för kvinnans politiska rösträtt på både lokal och nationell nivå. Hon var aktiv som resetalare, och blev 1912 den första föreläsaren för de Bergman-Österbergska kurserna 1912. Hon var aktiv inom Centralförbundet för socialt arbete (CSA) och blev 1908 sekreterare inom LKPR:s lokalavdelning, och ordförande för Föreningen för kvinnans politiska rösträtt i Huskvarna (1915–1916). Hon anordnade bland annat upplysningsfördrag för arbetare. Hon var främst aktiv i Småland. 
Planting-Gyllenbåga valdes 1910 in i stadsfullmäktige i Huskvarna genom en kvinnolista, "De Fristående", som hade bildats av Huskvarnas kvinnorösträttsförening i samarbete med järnvägs- och handelskåren. Hon var den första kvinna som valdes in genom ordinarie val i den svenska landsorten i december 1910. Den första kvinna som valdes in i stadsfullmäktige i svenska landsorten var Helena Ljungberg i Umeå 30 mars 1910, men hon valdes genom fyllnadsval, inte allmänna val. Den första kvinna som valdes i Sverige var Gertrud Månsson i Stockholm i mars 1910.